# Horst Schönau
Horst Schönau (Waltershausen, 2 aprile 1949) è un ex bobbista tedesco.

## Biografia
Ai XIII Giochi olimpici invernali (edizione disputatasi nel 1980 a Lake Placid, Stati Uniti d'America) vinse la medaglia di bronzo nel Bob a quattro con i connazionali Roland Wetzig, Detlef Richter e Andreas Kirchner, partecipando per la nazionale tedesca (Germania Est), venne superata da quella svizzera e dall'altra tedesca.
Il tempo totalizzato fu di 4:00,97 con un distacco di poco più di un secondo rispetto alle altre classificate 3:59,92 e 4:00,87 e i loro tempi.
Inoltre ai campionati mondiali vinse alcune medaglie:
- nel 1978, oro nel bob a quattro con Horst Bernhardt, Bogdan Musiol e Harald Seifert.[3]
- nel 1981, argento nel bob a due
- nel 1982, bronzo nel bob a due con Andreas Kirchner.[4]